# Zicksee
Der Zicksee ist ein kleiner Steppensee im Seewinkel südöstlich von Wien. Östlich vom Ufer liegt die Gemeinde Sankt Andrä. Er trocknet episodisch aus. Das Wasser ist natronhaltig und es wurden ihm Heilkräfte (vor allem bei Haut- und Rheumaerkrankungen) zugeschrieben. Er liegt zwischen dem Neusiedler See und der ungarischen Grenze und ist teilweise von Schilf bedeckt.

## Geografie, Geologie und Natur
Rund um den Zicksee finden sich von „Seewinkelschottern“ (Riß-Kaltzeit) geprägte Flächen, die hier den oberflächennahen Grundwasserkörper bilden. Deren landwirtschaftliche Nutzung ist vom Weinbau dominiert.
Der Seeboden enthält viel Glaubersalz und Soda.
Der Name des Sees stammt vom ungarischen Wort szik für »Soda«.
Wie viele Lacken im Seewinkel ist der Zicksee ein bedeutendes Refugium der heimischen und durchziehenden Wasservogelarten, was durch den künstlich stabilisierten Wasserspiegel noch verstärkt wird. Entsprechend beliebt ist der Zicksee ist bei Ornithologen. Der Zicksee gilt für Zugvögel aus aller Welt als ein Anziehungs- und Verkehrsknotenpunkt.

## Wasserqualität
Nach einer Analyse des Seewassers von 1928 wurde die Wasserqualität als Mineralwasser eingestuft, wobei Grundwasser als Quelle des Mineralwassers galt.
In den 2000er-Jahren trübte sich der seichte See während der Badesaison durch das ständige Aufwirbeln des Schlammbodens durch Badegäste ständig ein. Das Wasser des Zicksees enthält zwar keine Schadstoffe, Trinkwasserqualität wurde aber nur außerhalb der Badesaison erreicht. Während die EU-Berichte dem See bis in das Jahr 2013 nur eine schlechte bis mäßige Badewasserqualität ausstellten, wies der See ab dem Jahr 2015 durchgehend eine exzellente Wasserqualität auf, sofern er nicht trocken gefallen war. Stand 2024 ist der Zicksee nicht mehr als Badesee gelistet.

## Wassersport
Der Zicksee hat wegen seiner geringen Tiefe eine relativ hohe Wassertemperatur (Frühjahr und Herbst um die 15 °C, im Sommer meist weit über 20 °C). Der Zicksee war ein Windsurfrevier, direkt am See befand sich ein Surfbrettverleih. Aufgrund seiner geringen Tiefe war er ein Stehrevier und gut geeignet für Anfänger, Wasserstartschüler und Speedsurfer. Der Surf-Spot lag etwas außerhalb des Ortes Sankt Andrä am Zicksee. Aufgrund des niedrigen Wasserstandes war Stand 05/2024 weder Schwimmen noch Surfen möglich.

## Touristische Infrastruktur
Die weiten Ebenen des Seewinkels eignen sich für Radtouren, etwa zum Naturschutzgebiet Lange Lacke bei Apetlon oder in Richtung Osten nach Andau. Direkt am See befindet sich ein Campingplatz mit ca. 370 Stellplätzen, der von Mai bis Oktober geöffnet ist. Weiters gibt es Privatzimmer in Sankt Andrä am Zicksee. Am See sind kostenpflichtige Parkplätze vorhanden, es gibt einige Speiselokale am Ufer.

## Geschichte
Der Zicksee fand als Badeanstalt und Strandbad bereits 1939 Erwähnung. Es kam in den 1950er Jahren zu einem massiven Eingriff in den Wasser- und Salzhaushalt des Sees durch die Errichtung eines Hauptkanals, der eine hohe Menge an Fremdwasser brachte und zur Austrocknung der ehemaligen Pimetzlacke führte. Die touristische Infrastruktur wurde in den 1950er und 1960er Jahren großzügig ausgebaut. Unter anderem wurde ein zirka 10 Meter breiter Streifen des originalen dichtenden Sediments entlang des gesamten Ostufers auf einer Länge von 2.200 Metern abgetragen und durch eine Kiesschüttung ersetzt. Über die touristische Nutzung hinaus wurde im Zicksee über Jahrzehnte eine Fischzucht betrieben. Seit den 1990er Jahren kämpft der See erstmals in seiner langen Geschichte mit einer möglichen Austrocknung, vor allem in den Sommermonaten. Um den Badebetrieb aufrechtzuerhalten, musste Grundwasser zugeleitet werden.

## Fortschreitende Austrocknung

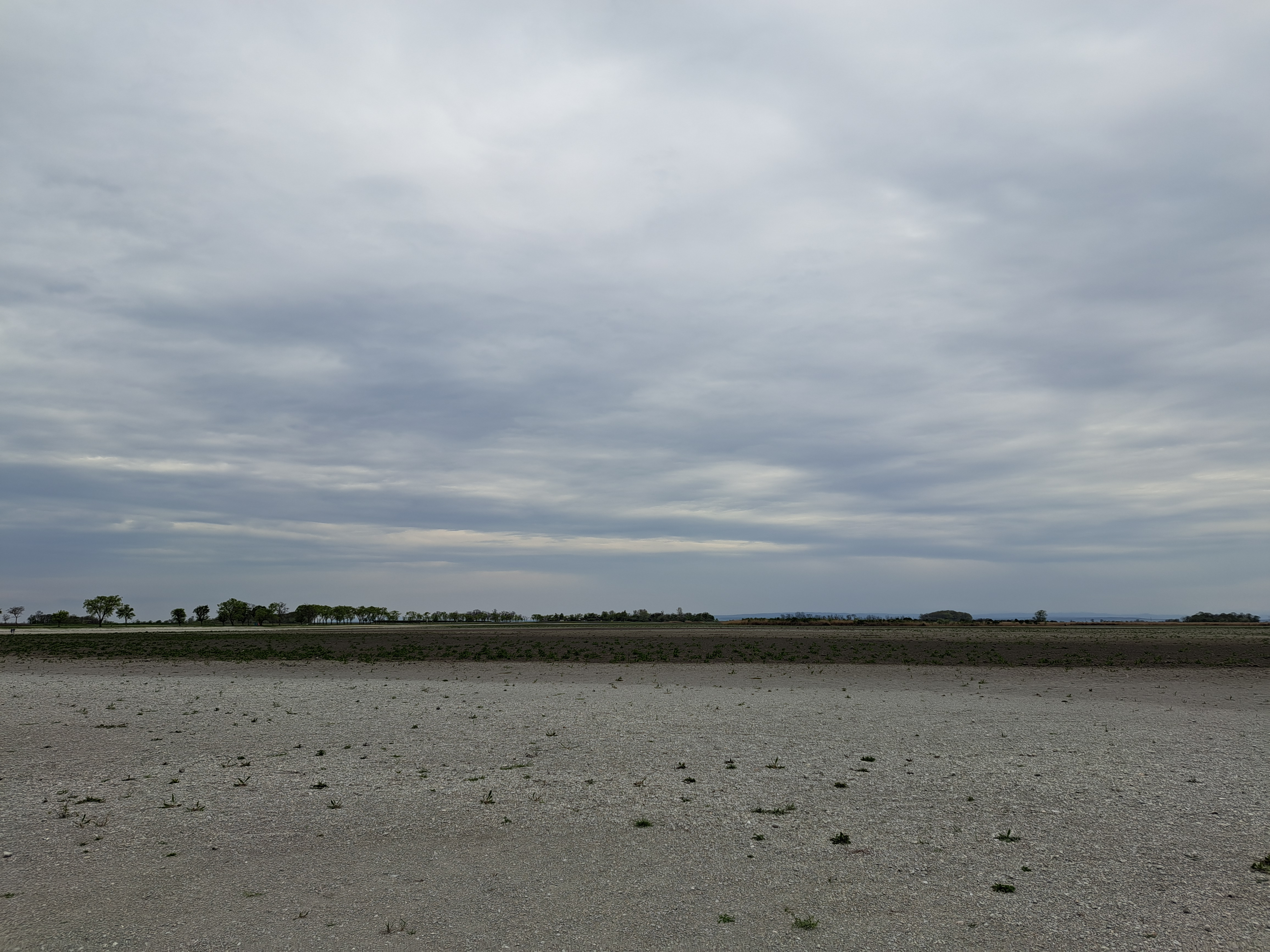
Der ausgetrocknete Zicksee im April 2023

Durch Änderungen im Wasserrecht 2010 wurde die zulässige Menge von Grundwasser, die in den See gepumpt werden darf, von 2,1 Millionen Kubikmeter auf 300.000 Kubikmeter pro Jahr verringert. 2011 wurde die erlaubte Menge überschritten, weil der zuständige Pumpwart die Pumpe nicht rechtzeitig abgeschaltet hatte. Daher war für 2012 lediglich die Restmenge 38.000 m³ verblieben, wodurch der Wasserspiegel um 1 m unter das Vorjahresniveau gesunken war. Eine vollständige Austrocknung über den Sommer wurde befürchtet, ist dann aber knapp nicht eingetreten. 2013 war der Wasserstand im Sommer wieder etwas höher. 2013–2015 wurde mittels Pilotversuch untersucht, wie der durchlässige Grund des Sees abgedichtet werden kann.
Am 19. Juli 2022 wurde berichtet, dass mehrere Tonnen Fisch aus nur wenige Zentimeter tiefem Wasser abgefischt wurde und fortschreitendes Austrocknen erwartet wird. Es gab Vorwürfe, dass zu spät gehandelt wurde. Laut Nationalpark Neusiedler See-Seewinkel spitzte sich auch die Lage am Darscho zu. Im Sommer 2022 war der See komplett ausgetrocknet.
Jedes Jahr findet am Zicksee eine orthodoxe Wasserweihe mit Metropolit Arsenios von Austria statt. Selbst nach dessen Austrocknung im August 2022 wurde dieses Ritual am 18. Februar 2023 vollzogen, ergänzt um ein Gebet für ein Ende der Trockenheit. Auch 2023 hatte der See kein Wasser. Es wurde befürchtet, dass dies so bleiben werde. Ab Jänner 2024 war im See wieder 10 bis 20 Zentimeter Wasser. Im Sommer 2024 sank der Wasserspiegel wieder ab, sodass für August 2024 wieder geplant wurde, Grundwasser in den See zu pumpen. Trotz Wassermangels gab es keine großen Gästeeinbußen. Die gepflegte Anlage rund um den einst beliebten Badesee lockte unter anderem (Hobby-)Fotografen sowie Ornithologen an das Ufer vom Zicksee. Im Februar 2025 war der See einigermaßen wiederbelebt, wobei der Wasserstand bei etwa einem halben Meter lag.